# Zalán Vancsa
Zalán Vancsa (Budapest, 27 ottobre 2004) è un calciatore ungherese, attaccante del Lommel e della nazionale ungherese.

## Carriera

### Club
Cresciuto nel settore giovanile dell'MTK Budapest, ha esordito in prima squadra il 24 aprile 2021, disputando l'incontro di Nemzeti Bajnokság I vinto 3-1 in trasferta contro l'Újpest. Il 22 agosto successivo ha segnato la sua prima rete con la squadra e in campionato, nella vittoria per 2-1, sempre sul campo dell'Újpest.
Il 31 gennaio 2022 è stato acquistato dal Lommel, squadra di proprietà del City Football Group, lo stesso gruppo a cui fa capo anche il Manchester City, restando comunque in prestito all'MTK Budapest fino al termine della stagione.

### Nazionale
Ha rappresentato le nazionali giovanili ungheresi Under-16, Under-19 ed Under-21. Il 7 giugno 2022 ha esordito con la nazionale maggiore, nella partita persa per 2-1 contro l'Italia, valida per la UEFA Nations League 2022-2023.

## Statistiche

### Presenze e reti nei club
Statistiche aggiornate al 20 agosto 2022.
| Stagione            | Squadra             | Campionato          | Campionato | Campionato | Coppe nazionali | Coppe nazionali | Coppe nazionali | Coppe continentali | Coppe continentali | Coppe continentali | Altre coppe | Altre coppe | Altre coppe | Totale | Totale |
| Stagione            | Squadra             | Comp                | Pres       | Reti       | Comp            | Pres            | Reti            | Comp               | Pres               | Reti               | Comp        | Pres        | Reti        | Pres   | Reti   |
| ------------------- | ------------------- | ------------------- | ---------- | ---------- | --------------- | --------------- | --------------- | ------------------ | ------------------ | ------------------ | ----------- | ----------- | ----------- | ------ | ------ |
| 2020-2021           | MTK Budapest        | NB1                 | 3          | 0          | CU              | 0               | 0               |                    | -                  | -                  |             | -           | -           | 3      | 0      |
| 2021-2022           | MTK Budapest        | NB1                 | 19         | 1          | CU              | 2               | 1               |                    | -                  | -                  |             | -           | -           | 21     | 2      |
| Totale MTK Budapest | Totale MTK Budapest | Totale MTK Budapest | 22         | 1          |                 | 2               | 1               |                    | -                  | -                  |             | -           | -           | 24     | 2      |
| 2022-2023           | Lommel              | D2                  | 1          | 0          | CB              | 0               | 0               |                    | -                  | -                  |             | -           | -           | 1      | 0      |
| Totale carriera     | Totale carriera     | Totale carriera     | 23         | 1          |                 | 2               | 1               |                    | -                  | -                  |             | -           | -           | 25     | 2      |

### Cronologia presenze e reti in nazionale
| Cronologia completa delle presenze e delle reti in nazionale ― Ungheria | Cronologia completa delle presenze e delle reti in nazionale ― Ungheria | Cronologia completa delle presenze e delle reti in nazionale ― Ungheria | Cronologia completa delle presenze e delle reti in nazionale ― Ungheria | Cronologia completa delle presenze e delle reti in nazionale ― Ungheria | Cronologia completa delle presenze e delle reti in nazionale ― Ungheria | Cronologia completa delle presenze e delle reti in nazionale ― Ungheria | Cronologia completa delle presenze e delle reti in nazionale ― Ungheria |
| Data                                                                    | Città                                                                   | In casa                                                                 | Risultato                                                               | Ospiti                                                                  | Competizione                                                            | Reti                                                                    | Note                                                                    |
| ----------------------------------------------------------------------- | ----------------------------------------------------------------------- | ----------------------------------------------------------------------- | ----------------------------------------------------------------------- | ----------------------------------------------------------------------- | ----------------------------------------------------------------------- | ----------------------------------------------------------------------- | ----------------------------------------------------------------------- |
| 7-6-2022                                                                | Cesena                                                                  | Italia                                                                  | 2 – 1                                                                   | Ungheria                                                                | UEFA Nations League 2022-2023 - 1º turno                                | -                                                                       | 87’                                                                     |
| 26-3-2024                                                               | Budapest                                                                | Ungheria                                                                | 2 – 0                                                                   | Kosovo                                                                  | Amichevole                                                              | -                                                                       | 84’                                                                     |
| Totale                                                                  |                                                                         | Presenze                                                                | 2                                                                       |                                                                         | Reti                                                                    | 0                                                                       |                                                                         |